# Patric Calmon
Itaro Patric Cardoso Calmon, noto anche con lo pseudonimo di PK (Madre de Deus, 5 luglio 1994), è un calciatore brasiliano, difensore del Paysandu.

## Carriera
Cresciuto nelle giovanili del Bahia, PK è stato promosso in prima squadra nel 2015, ed ha debuttato l'8 marzo 2015 contro il Feirense nel Campionato Baiano.
Il 7 gennaio 2016, Patric si è trasferito in prestito all'Atl. Goianiense, ma è stato utilizzato solamente in cinque occasioni. Nel dicembre dello stesso anno ha firmato un contratto con l'Altos prima di concludere la stagione 2017 con l'Audax Rio.
Nel gennaio 2018 è stato prestato all'Audax, ed il 2 marzo seguente al Londrina. Dopo aver giocato solo due partite per quest'ultimo club, è tornato all'Audax Rio dove ha mancato la promozione dal Campeonato Carioca Série B1.
Nel dicembre 2018 è stato presentato dal Treze in vista delle competizioni in programma nel 2019, ma è stato rilasciato dal club nel febbraio successivo. In seguito è passato al Sampaio Corrêa dove ha ottenuto la promozione in Série B.
Il 18 novembre 2019 si è trasferito al Votuporanguense, dove ha giocato solamente due incontri. Nel settembre 2020 ha firmato con il Sampaio Corrêa-RJ. Il 24 febbraio 2021 è stato prestato al Cianorte, ma a causa dello scarso utilizzo è tornato al Galinho da Serra per le ultime fasi della stagione 2022.
Il 15 novembre 2022 è stato ingaggiato dell'Ypiranga-RS. Dopo aver ben impressionato durante il Campionato Gaúcho 2023, ha firmato un contratto con il Cuiabá, squadra militante in Série A, fino al termine dell'anno, dopo il pagamento della clausola rescissoria. Ha esordito nella massima divisione brasiliana il 15 aprile, contro il Palmeiras.

## Statistiche

### Presenze e reti nei club
Statistiche aggiornate al 5 giugno 2023.
| Stagione                 | Squadra                  | Campionato               | Campionato | Campionato | Coppe nazionali | Coppe nazionali | Coppe nazionali | Coppe continentali | Coppe continentali | Coppe continentali | Altre coppe | Altre coppe | Altre coppe | Totale | Totale | Totale |
| Stagione                 | Squadra                  | Comp                     | Pres       | Reti       | Comp            | Pres            | Reti            | Comp               | Pres               | Reti               | Comp        | Pres        | Reti        | Pres   | Reti   |        |
| ------------------------ | ------------------------ | ------------------------ | ---------- | ---------- | --------------- | --------------- | --------------- | ------------------ | ------------------ | ------------------ | ----------- | ----------- | ----------- | ------ | ------ | ------ |
| 2015                     | Bahia                    | PD/BA+B                  | 3+3        | 0          | CB              | 3               | 0               |                    | -                  | -                  | CdN         | 6           | 0           | 15     | 0      |        |
| 2016                     | Atl. Goianiense          | PD/GO                    | 5          | 0          | CB              | 0               | 0               |                    | -                  | -                  |             | -           | -           | 5      | 0      |        |
| 2017                     | Altos                    | PD/PI                    | 2          | 0          |                 | -               | -               |                    | -                  | -                  | CdN         | 3           | 0           | 5      | 0      |        |
| 2017                     | Audax Rio                | A2/RJ                    | 13         | 2          |                 | -               | -               |                    | -                  | -                  | CR          | 1           | 0           | 14     | 2      |        |
| 2018                     | Audax                    | A2/SP                    | 4          | 0          |                 | -               | -               |                    | -                  | -                  |             | -           | -           | 4      | 0      |        |
| 2018                     | Londrina                 | A1/PR                    | 2          | 0          |                 | -               | -               |                    | -                  | -                  |             | -           | -           | 2      | 0      |        |
| 2018                     | Audax Rio                | A2/RJ                    | 8          | 0          |                 | -               | -               |                    | -                  | -                  | CR          | 6           | 0           | 14     | 0      |        |
| Totale Audax Rio         | Totale Audax Rio         | Totale Audax Rio         | 21         | 2          |                 | -               | -               |                    | -                  | -                  |             | 7           | 0           | 28     | 2      |        |
| 2019                     | Treze                    | PD/PB                    | 5          | 0          |                 | -               | -               |                    | -                  | -                  |             | -           | -           | 5      | 0      |        |
| 2019                     | Sampaio Corrêa           | PD/MA+C                  | 5+8        | 0          |                 | -               | -               | CB                 | 0                  | 0                  | CdN         | 4           | 0           | 17     | 0      |        |
| 2020                     | Votuporanguense          | A2/SP                    | 2          | 0          |                 | -               | -               |                    | -                  | -                  |             | -           | -           | 2      | 0      |        |
| 2020                     | Sampaio Corrêa-RJ        | A2/RJ                    | 16         | 1          |                 | -               | -               |                    | -                  | -                  |             | -           | -           | 16     | 1      |        |
| 2021                     | Sampaio Corrêa-RJ        | A1/RJ                    | 6          | 1          |                 | -               | -               |                    | -                  | -                  |             | -           | -           | 6      | 1      |        |
| 2021                     | Cianorte                 | A1/PR+D                  | 2+7        | 0          | CB              | 0               | 0               |                    | -                  | -                  |             | -           | -           | 9      | 0      |        |
| 2022                     | Cianorte                 | A1/PR                    | 4          | 0          |                 | -               | -               |                    | -                  | -                  |             | -           | -           | 4      | 0      |        |
| Totale Cianorte          | Totale Cianorte          | Totale Cianorte          | 13         | 0          |                 | -               | -               |                    | -                  | -                  |             | -           | -           | 13     | 0      |        |
| 2022                     | Sampaio Corrêa-RJ        | A2/RJ                    | 9          | 0          |                 | -               | -               |                    | -                  | -                  | CR          | 1           | 0           | 10     | 0      |        |
| Totale Sampaio Corrêa-RJ | Totale Sampaio Corrêa-RJ | Totale Sampaio Corrêa-RJ | 31         | 2          |                 | -               | -               |                    | -                  | -                  |             | 1           | 0           | 32     | 2      |        |
| 2023                     | Ypiranga-RS              | PD/RS                    | 11         | 0          | CB              | 2               | 0               |                    | -                  | -                  |             | -           | -           | 13     | 0      |        |
| 2023                     | Cuiabá                   | A                        | 6          | 0          | CB              | 0               | 0               |                    | -                  | -                  |             | -           | -           | 6      | 0      |        |
| Totale carriera          | Totale carriera          | Totale carriera          | 121        | 4          |                 | 5               | 0               |                    | -                  | -                  |             | 21          | 0           | 147    | 4      |        |

## Palmarès

### Club

#### Competizioni statali
- Campionato Baiano: 2

Bahia: 2015
Vitória: 2024
- Campionato Piauiense: 1

Altos: 2017